# Argyreia corneri
Argyreia corneri är en vindeväxtart som beskrevs av Hoogl. Argyreia corneri ingår i släktet Argyreia och familjen vindeväxter. Inga underarter finns listade i Catalogue of Life.